# 佐賀地方気象台
佐賀地方気象台（さがちほうきしょうだい）は、佐賀県佐賀市にある地方気象台。

## 概要
福岡管区気象台の管轄下にあり、佐賀県内の地上気象観測、地域気象観測(アメダス)、生物季節観測からなる気象観測業務、予報業務、地震情報・防災・広報業務を行っている。現在の台長は栗野純造。

## 所在地
所在地は佐賀県佐賀市駅前中央3丁目3番20号で、佐賀第2合同庁舎の8階にある。
庁舎地盤の標高は5.5メートル(m)。一部の観測機器は高所にあり、風向風速計は標高56.1 m、気圧計は33.0 m。

## 沿革
- 1884年（明治17年） - 佐賀県令鎌田景弼の令により佐賀県が佐賀測候所を設置、9月1日に観測を開始。しかし、12月に暴風に見舞われ機器が破損したため間もなく廃止となっている[4]。
- 1887年（明治20年） - この年公布された気象台測候所条例の下で10月11日内務省が地方測候所の設置都市を告示、佐賀県では佐賀市が指定される[4][5]。
- 1890年（明治23年）8月1日  - 佐賀城天守台跡（住所は佐賀市赤松町8番地）に佐賀県立佐賀二等測候所を改めて設置、業務を開始する[4][5][6]。庁舎着工はこの年6月で、厳しい財政等の理由から告示より3年弱経っていた[7]。
- 1891年（明治24年）11月 - 測候所にて正午の午砲業務を開始。サイレンに代替される1929年（昭和4年）まで続けられた[5]。
- 1919年（大正8年）5月15日 - 佐賀県立佐賀測候所と改称[6]。
- 1938年（昭和13年）4月1日 - 佐賀市赤松町内の佐賀刑務所跡に移転（住所は赤松町10番地14号、現:城内2丁目8-14）し、鉄筋コンクリート造3階建ての庁舎を新築[4][5][6]。
- 1939年（昭和14年）11月1日 - 地方測候所の国営移管。佐賀測候所と改称[5][6]。
- 1957年（昭和32年）9月1日 - 佐賀地方気象台と改称[6]。
- 1995年（平成7年）10月19日 - 現在地である佐賀市駅前中央3丁目の佐賀第2合同庁舎に移転[6]。

## 天気予報区分
佐賀県北部
唐津地区 - 唐津市・玄海町
伊万里地区 - 伊万里市・有田町
佐賀県南部
鳥栖地区 - 神埼市・鳥栖市・上峰町・基山町・みやき町・吉野ヶ里町
佐賀多久地区 - 小城市・佐賀市・多久市
武雄地区 - 武雄市・大町町・江北町・白石町
鹿島地区 - 嬉野市・鹿島市・太良町
（2024年3月10日時点）